# 서울드래곤시티
서울드래곤시티(Seoul Dragon City) 대한민국 서울특별시 용산구 한강로동에 위치한 호텔이다. 높이 150m, 지상 31층·34층·40층, 지하 4층 규모로 이루어져 있다. 국내 최초의 호텔 플렉스로 1,700여 개의 객실과 12개의 레스토랑 & 바, 최신식의 미팅룸, 그랜드볼룸, 수영장, 피트니스 등을 갖추고 있다. 최고 40층 3개동이 'ㄹ' 형태로 연결되어 있어 용을 형상화한 구조를 이루고 있다. 이 독창적인 건축 디자인에서 ‘드래곤시티’라는 이름이 유래했다.
서울드래곤시티는 아코르 그룹 (영어: Accor Group)브랜드인 그랜드 머큐어(Grand Mercure), 노보텔 스위트(Novotel Suites), 노보텔(Novotel), 이비스 스타일(Ibis styles) 4개의 호텔로 구성되어 있어 다양한 고객층을 위한 맞춤형 서비스를 제공한다.

## 역사
2008년 서부 T&D, 용산관광버스터미널 부지 매입했다. 2014년 7월에 착공하여 2017년 7월에 준공되었고 10월 1일에 오픈하였다.

## 특징

### 객실
총 1,700개의 객실을 보유하고 있으며, 3개의 동, 최고 40층 규모이다. 그랜드머큐어(202실), 노보텔스위트(286실), 노보텔(621실)과 이비스스타일(591실)으로 구성되어 있다.

### 레스토랑
총 12개의 레스토랑과 바를 운영하며, 그 중 2개의 뷔페 레스토랑이 마련되어 있어 다채로운 미식 경험을 제공한다. 식음료 바우처는 서울드래곤시티 내 레스토랑에서만 사용이 가능하다.

### 스카이 킹덤
서울드래곤시티가 자랑하는 세계 최초 4층 규모의 스카이 브릿지(Sky Bridge)는 서울드래곤시티의 세 개 타워 중 두 개의 상단을 연결하는 엔터테인먼트 시설이다. 31층부터 34층까지 구성된 스카이킹덤은 킹스 베케이션(King's Vacation), 더 리본(The Ribbon), 내추럴 8 스파이 파티룸(NATURAL 8 SPY PARTY ROOM), 운카이(UNKAI), 카바나 시티(Cabana City) 등 다이닝을 겸한 멀티플렉스 바와 파티룸, 카바나 시설이 구비된 루프탑 등이 마련되어 있어 특별한 경험을 선사한다.

## 내부 시설

### 그랜드 머큐어 용산
| 층수                | 용도                                    |
| ------------------- | --------------------------------------- |
| 31층                | 옥상정원                                |
| 30층                | 펜트하우스                              |
| 20층 ~ 29층         | 객실                                    |
| 19층                | 피난층                                  |
| 9층 ~ 18층          | 객실                                    |
| 8층                 | 스파, 객실                              |
| 7층                 | LE AI Hair & Make up                    |
| 6층                 | GYM, GX룸, 수영장                       |
| 5층                 | SDC 피트니스 클럽 컨시어지, 사우나      |
| 4층                 | 골프클럽, 스크린 야구장                 |
| 3층                 | 이그제큐티브 라운지, 친타마니룸         |
| 2층                 | 연회장 랑데부, 중식당 페이              |
| 1층                 | 로비, 프론트 디스크, 알라메종 와인&다인 |
| 지하 3층 ~ 지하 2층 | 지하주차장                              |

### 노보텔 스위트
| 층수                | 용도                                   |
| ------------------- | -------------------------------------- |
| 40층                | 프리미어 라운지                        |
| 27층 ~ 39층         | 노보텔 스위트 객실                     |
| 26층                | 노보텔 스위트 프론트, THE 26, 르시엘26 |
| 25층                | 피난층                                 |
| 4층                 | SDC 피트니스 클럽, 수영장, 사우나      |
| 3층                 | 한라 그랜드볼룸, 신라 미팅룸 1~5       |
| 2층                 | 푸드 익스체인지                        |
| 1층                 | 로비, 노보텔 프론트, 메가바이트        |
| 지하 3층 ~ 지하 2층 | 지하주차장                             |

### 노보텔
| 층수                | 용도                              |
| ------------------- | --------------------------------- |
| 40층                | 프리미어 라운지                   |
| 5층 ~ 24층          | 노보텔 객실                       |
| 4층                 | SDC 피트니스 클럽, 수영장, 사우나 |
| 3층                 | 한라 그랜드볼룸, 신라 미팅룸 1~5  |
| 2층                 | 푸드 익스체인지                   |
| 1층                 | 로비, 노보텔 프론트, 메가바이트   |
| 지하 3층 ~ 지하 2층 | 지하주차장                        |

### 이비스 스타일
| 층수                | 용도                                      |
| ------------------- | ----------------------------------------- |
| 19층 ~ 30층         | 객실                                      |
| 18층                | 피난층                                    |
| 8층 ~ 17층          | 8층 두두라운지                            |
| 7층                 | 인스타일, 백제 미팅룸 1~2                 |
| 6층                 | 웰니스 센터                               |
| 5층                 | 세븐럭 카지노                             |
| 4층                 | 세븐럭 카지노                             |
| 3층                 | 한라 그랜드볼룸                           |
| 2층                 | 백제 미팅룸 3, CU 편의점                  |
| 1층                 | 로비, 이비스 스타일 프론트, 알라메종 델리 |
| 지하 3층 ~ 지하 2층 | 지하주차장                                |

## 호텔 입사 조건
- 2년제 전문대

## 같이 보기
- 대한민국의 호텔 목록
- 서울특별시의 마천루 목록